# 竜王さんのクス

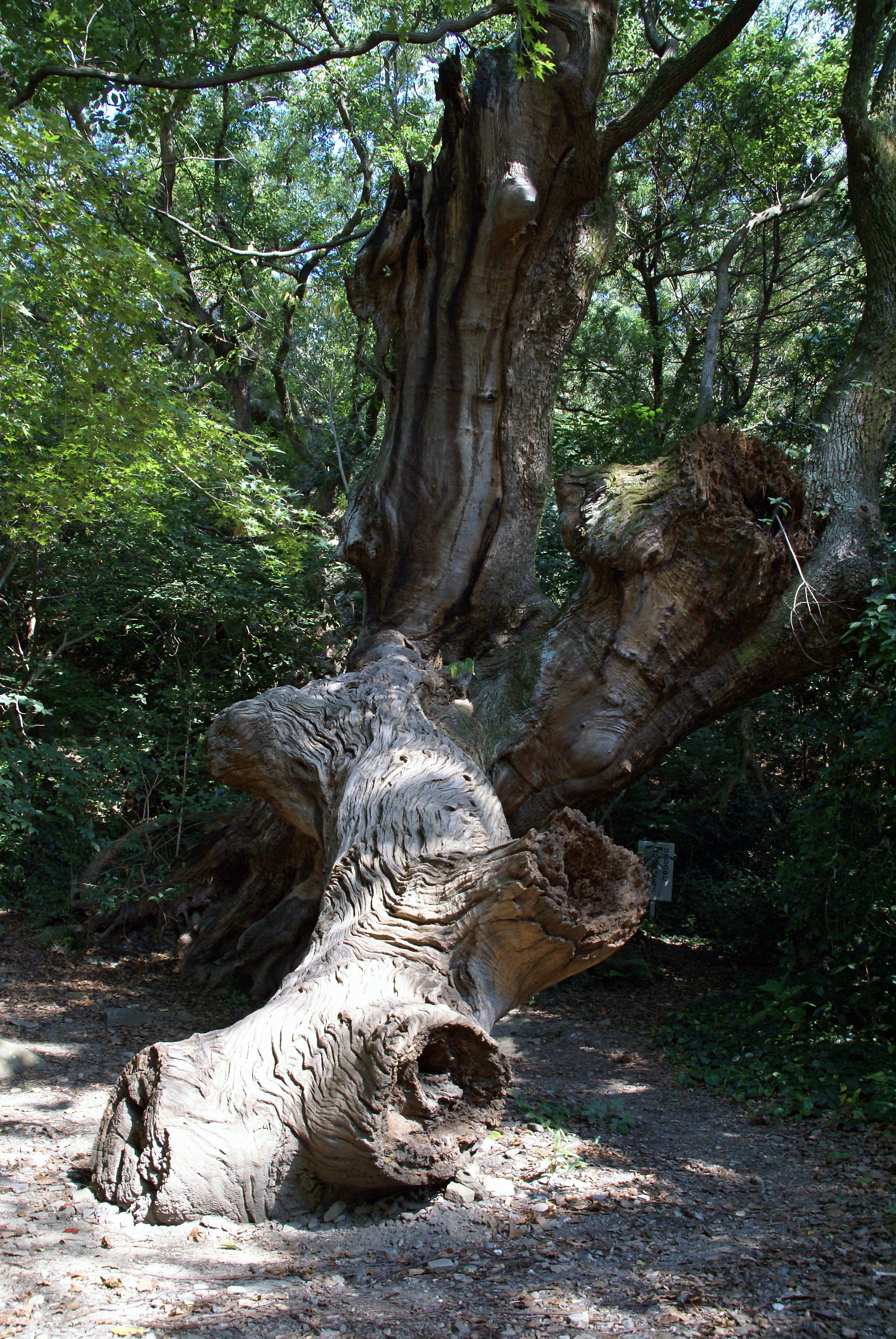
城山にある竜王さんのクス

竜王さんのクス（りゅうおうさんのクス）は、徳島県徳島市の徳島中央公園（城山）内にある楠の名称。

## 概要
城山原生林にある最大の楠で、樹齢は推定で600年の古木である。徳島市指定天然記念物。1934年（昭和6年）の室戸台風で倒壊した。
かつて竜王神社の近くにあったことからこの名称がついた。竜王神社は、1875年（明治8年）の徳島城取り壊し時に、眉山麓にある国瑞彦神社に合祀。その後、竜王宮（「延喜式」神名帳名方郡条にみえる「天石門別豊玉比売神社」に比定される）は春日神社へ移され、現在もそこにある。